# Parafia Matki Bożej Piekarskiej w Jastrzębiu-Zdroju
Parafia św. Matki Bożej Piekarskiej w Jastrzębiu-Zdroju – należy do archidiecezji katowickiej, położona w Boryni, sołectwie Jastrzębia-Zdroju.

## Historia parafii
Społeczność Boryni i Skrzeczkowic z własnej inicjatywy podjęła się budowy kościoła i przez dwa lata mieszkańcy pod kierunkiem sołtysa Skrzeczkowic Piotra Paszendy pracowali na budowie bez kościelnego dozoru. 3 listopada 1987 budowa została objęta opieką Kościoła, a administratorem nowo powstającej parafii został ks. Andrzeja Szorka, dotychczasowy wikary w parafii Wszystkich Świętych w Szerokiej.
Najpierw powstał dom katechetyczny, który spełniał funkcję tymczasowego kościoła. 1 lipca 1989 biskup katowicki Damian Zimoń dokonał wmurowania kamienia węgielnego w fundamenty kościoła. 19 czerwca 1988 została utworzona parafia tymczasowa Matki Bożej Piekarskiej, której teren został wydzielony z parafii Krzyżowice. Ostateczne ustanowienie parafii nastąpiło 1 stycznia 1990. 11 listopada 1995 metropolita katowicki Damian Zimoń dokonał poświęcenia kościoła.